# Pseudeuophrys pascualis
Pseudeuophrys pascualis är en spindelart som först beskrevs av Octavius Pickard-Cambridge 1872.  
Pseudeuophrys pascualis ingår i släktet Pseudeuophrys och familjen hoppspindlar. Inga underarter finns listade i Catalogue of Life.